# CM Punk
Phillip Jack "Phil" Brooks (n. 26 octombrie 1978, Chicago, Illinois, SUA), cunoscut sub numele de CM Punk, este un wrestler și fost luptător de arte marțiale mixte american, cunoscut pentru timpul petrecut în WWE, unde a fost cunoscut ca cel mai longeviv campion WWE al erei moderne. În prezent performează ca wrestler pentru WWE.
El și-a început cariera în promoțiile independente. A fost unul dintre cei mai importanți oameni din ROH, alături de Samoa Joe și Homicide. În ROH a reușit să fie Campion la Echipe (de 2 ori, avându-l ca partener pe Colt Cabana) și Campion la Categoria Grea. În luna iunie a anului 2005, acesta a semnat un contrat cu World Wrestling Entertainment. WWE-ul l-a trimis pe CM Punk în promoția Ohio Valley Wrestling (OVW), unde a deținut toate centurile acestei promoții. Când Punk a fost trimis în brandul ECW, acesta a avut un mare succes. Nu a fost înfrânt din iunie 2006 până în ianuarie 2007.
În cariera sa, CM Punk a folosit un gimmick de Straight Edge, această idee venind din viața lui personală și formând o echipă numită după gimmick, Straight Edge Society (CM Punk, Luke Gallows și Joey Mercury).
Într-o anumită perioadă, CM Punk era iubitul încântătoarei dive din RAW Maria Kannellis. El are tatuaje pe tot corpul. Pe cotul drept o pânză de păianjen, iar pe umărul stâng sigla Pepsi. Un om care a rezistat o oră cu cel mai fioros om din TNA Samoa Joe. Ohio Valley Wrestling a fost casa lui pentru ani buni. S-a născut și crescut în Chicago. CM Punk s-a uitat cu emoții la rivalitatea dintre "Rowdy" Roddy Pipper și "Superfly" Jimmy Snuka. Punk este unul din wrestlerii pe care federația lui Vince McMahon se bazează, fiind foarte agil.
CM Punk are în ring un stil care se bazează pe antrenamentele de Muay Thai Kickboxing și Brazilian Jiu Jitsu. Primul său debut într-un PPV din WWE a fost la Survivor Series în 2006 alături de echipa DX-ului care mai includeau și pe frații Hardy, iar publicul din Philadelphia arătându-i un respect enorm acestui tânăr wrestler, care începe să devină un adevărat superstar.
În 2009 CM Punk a reușit să-l învingă pe Jeff Hardy luându-i titlul mondial la categoria grea, după ce Hardy avuse cu un minut în urmă un meci cu Edge pentru aceeași centură. CM Punk a câștigat meciul Money in the Bank la Wrestlemania 25, astfel având dreptul să concureze pentru orice centură.

## Cariera in wrestling

### Inceputul Carierei; IWA Mid-South (1997–2005)
Prima aventură a lui Brooks în lupte a fost o perioadă într-o federație de lupte în curte numită Lunatic Wrestling Federation cu fratele său Mike și prietenii lor la mijlocul anilor 1990. El a avut meciul de debut pe 25 octombrie 1997, în ajunul împlinirii vârstei de 19 ani. El a început să folosească numele de ring CM Punk când a fost pus într-o echipă numită „Chick Magnets” cu CM Venom; CM înseamnă „Chick Magnet”. Spre deosebire de prietenii săi, Punk și-a dorit cu adevărat să fie un luptător și a văzut asta mai mult decât o simplă distracție. Când promoția a început să descopere în timp ce făcea spectacole dintr-un depozit din Mokena, Illinois, Punk a aflat că fratele său a deturnat mii de dolari de la mica companie, făcându-i să se îndeparteze. Nu au mai vorbit de atunci.
Punk a părăsit LWF și s-a înscris ca student la școala de lupte Steel Dominion din Chicago, unde a fost antrenat de Ace Steel, Danny Dominion și Kevin Quinn pentru a deveni un luptător profesionist. Ca parte a antrenamentului, a început să lupte la Steel Domain Wrestling din St. Paul, Minnesota, în 1999. În Steel Domain l-a cunoscut pe Scott Colton, care a adoptat curând numele de ring Colt Cabana. Punk și Cabana au devenit cei mai buni prieteni și și-au petrecut cea mai mare parte a carierei timpurii împreună lucrând în aceleași promoții independente, atât ca adversari, cât și ca parteneri de echipă. În indies, împreună cu colegii absolvenți ai Steel Domain, Colt Cabana, Chucke E. Smooth, Adam Pearce și managerul Dave Prazak, Punk a format o alianță numită Gold Bond Mafia.
În 2002, Punk a devenit International Wrestling Cartel (IWC) Heavyweight Champion , în Monroeville, PA. Punk va concura în turneul Super Indy al companiei, dar nu a câștigat niciodată turneul. Promotia lui Punk la începutul carierei a fost considerată a fi Independent Wrestling Association Mid-South (IWA Mid-South). În timpul perioadei lui Punk în IWA Mid-South, el a avut rivalitati cu Colt Cabana și Chris Hero, în timp ce a urcat în fruntea listei, câștigând de două ori Centura IWA Mid-South Light Heavyweight Championship și IWA Mid-South Heavyweight Championship de cinci ori, învingând luptători precum AJ Styles, Cabana și Eddie Guerrero în meciuri pentru centura. Rivalitatea lui Punk cu Hero a inclus un meci de 55 de minute Tables, Ladders, and Chairs (TLC), un meci de 93 de minute cu două din trei căderi și mai multe meciuri terminate la egalitate de 60 de minute. Din iulie 2003 până în mai 2004, Punk a refuzat să lupte pentru IWA Mid-South, explicând acest lucru ca un protest față de maltratarea lui Ian Rotten asupra lui Chris Hero în companie. Cu toate acestea, Hero a declarat că el crede că au existat alte motive și că Rotten l-a tratat cu el a fost doar o scuză pentru Punk pentru a nu mai lucra pentru companie. Punk s-a întors în cele din urmă la IWA Mid-South și a continuat să fie luptător și comentator pentru ei până în iulie 2005.

### NWA:Total Nonstop Action(2002–2004)
Punk și-a făcut debutul pentru NWA: Total Nonstop Action alături de antrenorul său Ace Steel pe 18 septembrie 2002, unde Punk and Steel i-au învins pe Derek Wylde și Jimmy Rave și The Hot Shots (Cassidy O'Reilly și Chase Stevens) într-un meci în trei. pentru a se califica pentru echipa de etichete Gauntlet pentru aur mai târziu în acea noapte, echipa câștigătoare avea sa-i înfrunte pe America's Most Wanted (Chris Harris și James Storm) într-un meci pentru  NWA World Tag Team Championship. Punk avea să se întoarcă apoi la TNA în vara lui 2003, în timp ce luptă simultan pentru Ring of Honor. La semnarea sa cu normă întreagă cu TNA, Punk a fost asociat cu Julio Dinero ca membri ai factiunei lui Raven, The Gathering.
Cu puțin timp înainte de un spectacol NWA: TNA din 25 februarie 2004, Punk a avut o ceartă fizică cu Teddy Hart în afara unui restaurant care a fost destrămat de Sabu. Altercația ar fi rezultat dintr-un spectacol ROH în care Hart a facut trei spoturi neplanificate, punând alți câțiva luptători în pericol de rănire. În timpul încăierarii, Punk și Dinero au încetat să mai apară în emisiunile TNA, ceea ce a condus la speculații că a fost concediat pentru incident. Cu toate acestea, Punk a spus că cearta nu a avut nicio legătură cu cariera sa în TNA. Brooks a spus că motivul pentru care el și Dinero au încetat să mai apară la evenimentele ale TNA a fost că oficialii TNA credeau că el și Dinero nu s-au conectat cu fanii ca răufăcători, după ce s-au întors împotriva popularului Raven și au format în schimb o echipăticăloșită condusă de James Mitchell. Oficialii au decis că, deoarece echipa nu lucra ca heeli ticăloși, povestea va fi suspendată pe termen nelimitat și, prin urmare, nu avea de lucru pentru Punk sau Dinero. Punk a renunțat oficial la TNA în martie 2004, în timpul controversei Rob Feinstein, după ce a avut o dispută cu birourile TNA cu privire la capacitatea sa de a concura în ROH, în urma unui ordin TNA conform căreia luptătorii lor contractați ar trebui să nu mai lupte în ROH.

### Ring of Honor(2002–2006)

#### Second City Saints (2002–2004)
Meciurile lui Punk cu Colt Cabana l-au determinat să fie angajat de ROH. CM Punk și-a făcut debutul în ring pe ROH la All Star Extravaganza pe 9 noiembrie 2002, într-un meci guntlet care a implicat cinci participanți, care a fost câștigat de Bryan Danielson. Inițial, Punk s-a alăturat ROH ca un face, schimbând victorii cu Cabana la Night of the Butcher și Final Battle. dar a devenit un heel rapid într-o rivalitate cu Raven care a prezentat mai multe variante ale unui meci fără descalificare. Rivalitatea lor avea rădăcinile în stilul de viață al lui Punk, acesta asemănându-l pe Raven cu tatăl său alcoolic; La Night of Champions, Punk și antrenorul său Ace Steel i-au înfruntat pe Raven și Cabana într-un meci de echipă, în timpul căruia Cabana s-a întors împotriva lui Raven, permițând lui Punk și Steel să câștige meciul. În consecință, Punk, Steel și Cabana au format un trio numit Second City Saints. Rivalitatea dintre Punk și Raven a durat cea mai mare parte a anului 2003 și a fost considerată una dintre cele mai importante dispute ale anului ale ROH. A fost stabilit la The Conclusion în noiembrie 2003, unde Punk l-a învins pe Raven într-un meci cușcă de oțel. La sfârșitul anului 2003, Punk a fost angajat ca primul antrenor principal al școlii de lupte Ring of Honor, fiind anterior antrenor pentru Steel Domain și Primetime Wrestling.
După ce au încheiat rivalitatea cu Raven, Second City Saints și-au întors fețele prin ceartă cu The Prophecy (Christopher Daniels, B.J. Whitmer și Dan Maff), bănuindu-i că au atacat-o pe iubita lui Punk de pe ecran, Lucy Fer. S-a dezvăluit că Whitmer este atacatorul, ceea ce i-a determinat pe Saints să se confrunte cu Prophecy într-un meci de șase oameni pe echipe la The Battle Lines Are Drawn, care s-a încheiat într-o competiție fără competiție. Meciul s-a încheiat când Punk l-a alungat pe Daniels cu un Pepsi Plunge de pe frânghia de sus printr-o masă, explicând astfel plecarea lui Daniels din ROH. În această perioadă, Punk a început să urce în rândurile ROH, inclusiv ajungând pe locul al doilea la Second Anniversary Show în timpul turneului pentru a încununa primul ROH Pure Champion, pierzând în finală în fața AJ Styles. La Reborn: Stage Two, Punk și Cabana i-au învins pe Briscoe Brothers pentru a câștiga primul lor ROH Tag Team Championship. La Round Robin Challenge III, Second City Saints a pierdut Tag Team Championship în fața de B.J. Whitmer și Dan Maff într-o provocare round robin, dar i-au învins pe Briscoe Brothers mai târziu în acea noapte pentru a câștiga al doilea lor Tag Team Championship. Second City Saints ar răzbuna apoi pierderea în fața The Prophecy, învingându-i pentru a păstra titlurile la Generation Next. Ei au deținut titlurile pe tot parcursul verii, înainte de a le pierde în cele din urmă în fața The Havana Pitbulls la Testing The Limit.

### 2008
În 2008 pentru CM Punk este un an foarte bun pentru el reușește să câștige ,,Money in the bank,, la Wrestlemania din care mai făceau parte Shelton Benjamin, John Morrison, Chris Jericho, MR Kennedy, Carlito, Montel Vontavious Porter.
Pe data de 30 iunie Dave Batista se răzbună pe Edge pentru că a jucat murdar la Night Of Champions. Batista pleacă iar CM Punk profită de asta și vine cu servieta ,,Money in the bank,, și cu un arbitru unde CM Punk îi aplică un GTS, manevra sa de final și reușește să devină pentru prima dată World Heavyweight Championship. În culise se întâlnește cu John Bradshaw Layfield care îi spune lui Punk că este un campion doar pe hârtie, că nu mai așa putea lua el centura și în RAW-ul are o centură mondială pentru că Triple H a fost draftat în SmackDown și a plecat cu titlul WWE după el.
Pe 7 iunie la RAW managerul general de atunci Mike Adamle aranjează un meci între campionul mondial CM Punk și JBL dar securitatea plătită de JBL intervin ca să îi dea o bătaie soră cu moartea lui Punk dar John Cena și vechii băieți din Cryme Time JTG și Shad Gaspard intervin ca să îi ia apărarea lui Punk și reușesc să distrugă toată securitatea lui JBL iar la finalul meciului Punk sare din ring pe toată securitatea lui JBL.
- La RAW înainte de Great American Bash, CM Punk le dă o clauză celor patru luptători pentru a se califica pentru titlul mondial aceștia sunt John Cena, Dave Batista, JBL și Kane dar în acest meci Batista reușește să câștige acest Fatal 4 Way și se califică la Great American Bash unde va da piept în piept cu campionul mondial al greilor CM Punk.
- La Great American Bash Batista și Punk se luptă doar 5 minute unde Kane intervine în acest meci cu acea plăsuță și îi face un chokeslam lui Batista și lui Punk, Kane lovește și un cameraman cu un big boot și CM Punk rămâne campion mondial.
- La RAW după Bash Kane scoate acel mister din plasă și este masca lui Rey Mysterio și Kane spune la toată lumea că Rey nu a mai apărut în WWE de 2 luni și cei din lumea wrestlingului se sperie de ce zice Kane și zice la comentatori dacă e ,,viu sau mort,, iar Rey apare din nou în WWE după 2 luni și nimeni nu știe ce sa petrecut în această pauză iar Rey este nimicit de Kane dar Batista intervine să îl apere pe Rey dar și Batista este nimicit de Kane.

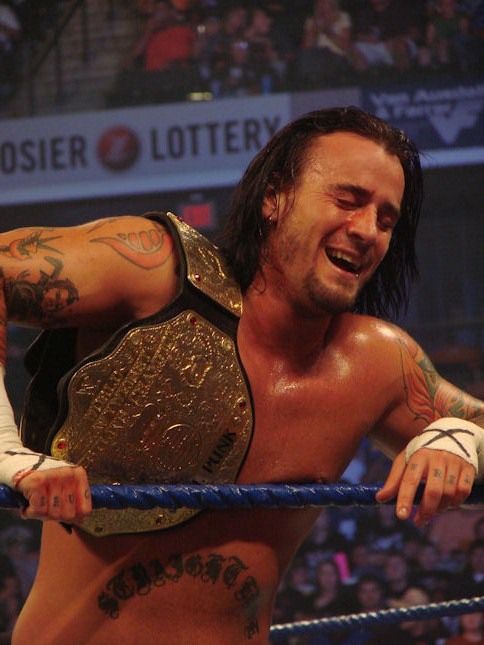
CM Punk as World Heavyweight Champion during his first reign at SummerSlam.

- La SummerSlam CM Punk începe un nou feud cu JBL dar Punk reușește să își păstreze titlul mondial.
- La RAW, Mike Adamle îi spune lui Punk că va trebui să își pună titlul mondial la bătaie la Unforgiven într-un Scramble match,dar la Unforgiven CM Punk este accidentat în culise de cei din The Legacy(Randy Orton, Ted Dibiase și Cody Rhodes) atunci această moștenire era în formare iar Punk nu mai putea juca și titlul a fost pierdut, în acel meci se luptau JBL, Batista, Rey Mysterio și Kane dar Chris Jericho intervine în acest meci dar Y2J nu avea voie să intervină și reușește să îi aplice un codebreaker lui Kane și devine campion mondial al greilor unde Jericho mai avusese un meci cu Shawn Michaels dar pe acela la pierdut.

La Survivor Series CM Punk se întoarce din nou în WWE după absența de 3 luni unde face parte din echipa lui Dave Batista împreună cu Kofi Kingston, Matt Hardy și R-Truth dar această echipă pierde în fața echipei lui Randy Orton din care mai fac parte William Regal, Shelton Benjamin, Cody Rhodes și Mark Henry care e însoțit de Layla, Tony Atlas și Manu.
La RAW cu 3 săptămâni înainte de Armaggeddon centura intercontinentală este vacantă din cauza lui Honky Tonk Man acesta se retrage din WWE și managerul general Stephanie McMahon le spune că se va face un turneu pentru a determina candidatul numărul unu la titlu și finala va fi la Armaggeddon. CM Punk face parte din turneu pentru a se apropia de titlul intercontinental, Kofi Kingston reușește să se califice mai departe în semifinală unde câștigă meciul prin descalificare în fața lui Kane, Rey Mysterio reușește să câștige în fața lui The Mizși se califică în semifinală, John Morrison reușește să se ducă și el în semifinală unde reușește să îl învingă pe Finlay și CM Punk câștigă meciul în fața lui Gene Snitsky și se duce și el în semifinală.
La RAW înainte cu o săptămână CM Punk reușește să se ducă la Armaggeddon în finală unde câștigă meciul în fața lui Morrisson și Rey reușește să se califice și el în finală unde reușește să câștige meciul cu ganezul Kingston și Punk va da piept cu Mysterio la Armaggeddon.
La Armaggeddon CM Punk reușește să devină candidatul numărul unu la titlul intercontinental unde îi face lui Rey un GTS și îi sparge nasul.

### 2009
La Royal Rumble CM Punk nu își pune titlul intercontinental la bătaie și face parte din cei 30 de oameni pentru a ajunge în Main-Event la Wrestlemania 25 pentru titlul mondial al greilor sau pentru titlul WWE iar Punk intră al 18-lea om în Royal Rumble și reușește să îl scoată pe William Regal dar Punk este scos de The Big Show.
La RAW Punk pierde centura intercontinentală în fața lui JBL iar la Wrestlemania 25 Punk din nou reușește să pună mâna pe servieta Money in the bank din care meci mai fac parte Kane, Mark Henry, MVP, Shelton Benjamin, Kofi Kingston, Christian și Finlay.
- La Backlash CM Punk pierde meciul în fața lui Kane.

În RAW după Backalsh CM Punk începe un nou feud cu Umaga ce durează până la Extreme Rules iar Punk pierde meciul la Judgment Day în fața lui Umaga.
- La Extreme Rules CM Punk câștigă meciul în fața lui Umaga unde este un meci de tip Samoan Trap iar Punk îl leagă pe Umaga cu o sfoară în colțul ringului și reușește să câștige meciul dar în Main-Event Jeff Hardy reușește să devină campion mondial al greilor unde sa luptat cu superstarul necnezurat Edge într-un meci de tip Ladder,iar CM Punk vine cu servieta Money In The Bank și CM Punk reușește să devină campion mondial al greilor pentru a doua oară.

La The Bash CM Punk își păstrează titlul mondial al greilor în fața lui Jeff Hardy prin descalificare unde Punk lovește cu piciorul pe arbitrul special Scott Armstrong.
La SmackDown CM Punk semnează un contract cu Jeff Hardy pentru a se lupta la Night Of Champions dar atunci CM Punk pierde titlul mondial în fața lui Jeff Hardy.

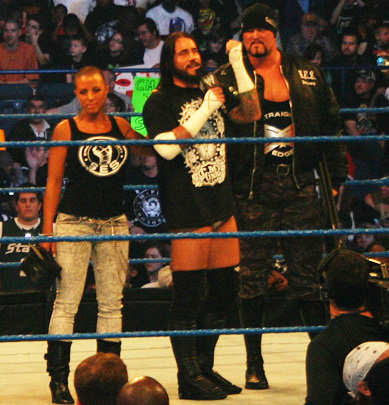
Straight Edge Society: Serena, Punk and Luke Gallows.

La SummerSlam CM Punk are un meci din nou împotriva lui Jeff Hardy acest conflict mai continuă cu un meci TLC iar Punk reușește să devină pentru a treia oară campion mondial al greilor unde câștigă meciul iar la final The Undertaker apare în ring și îl sperie de moarte pe Punk. La SmackDown CM Punk își pune titlul mondial al greilor la bătaie cu Jeff Hardy într-un meci Hell in a Cell iar dacă Jeff nu câștigă meciul este concediat din WWE și se pare că Punk câștigă meciul și el semnează un contract cu Total Nonstop Action(TNA).
La SmackDown înainte cu 2 săptămâni de noul PPV exclusiv Breaking Point CM Punk începe un nou feud cu Fenomenul The Undertaker și semnează un contract signing cu The Undertaker pentru titlul mondial .
- La Breaking Point CM Punk își pune la bătaie titlul mondial cu The Undertaker dar Punk reușește să își păstreze centura mondială care acest meci este de tip Submission iar Managerul General al SmackDown-ului Teddy Long, îi spune arbitrului special Scott Armstrong că The Undertaker a cedat și arbitrul îi spune lui Punk că Taker a cedat și CM Punk își păstrează titlul mondial al greilor, iar Fenomenul The Undertaker este furios pe Teddy Long, iar la SmackDown The Undertaker îl prinde pe Teddy Long într-un coșciug iar Teddy se sperie de moarte și spune că nu o să îi mai facă niciodată asta lui The Undertaker.

La noul PPV Hell In A Cell CM Punk își pune din nou centura mondială a greilor într-un meci în cușcă iar cu The Undertaker nu te pui când intri în cușcă cu el nu mai ieși ,,viu de acolo,, și așa s-a și întâmplat. The Undertaker a devenit pentru a opta oară campion mondial al greilor.Pe urmă la SmackDown se fac meciuri de calificare pentru noul PPV Bragging Rights, Rey Mysterio reușește să câștige meciul cu Tyson Kid, Batista reușește să îl învingă pe Dolph Ziggler și CM Punk a reușit să îl învingă pe R-Truth și la Bragging Rights este un meci Fatal Four Way.La Bragging Rights The Undertaker își pune centura mondială a greilor la bătaie din care mai fac parte trei contenderi CM Punk, Batista și Mysterio dar CM Punk este aproape să pună mâna pe titlul mondial reușește să îi aplice lui Batista un GTS dar The Undertaker intervine ,iar la finalul meciului CM Punk este executat cu un 619 de Rey Mysterio iar Punk nu se mai ridică și The Undertaker îi face un tombstone piledriver lui Mysterio și pe urmă lui Batista pe care reușește să îl numere până la 3.
- La Survivor Series CM Punk se dă de partea echipei lui Randy Orton din care mai fac parte Ted Dibiase Jr,Cody Rhodes și William Regal dar această echipă pierde în fața echipei lui Kofi Kingston din această echipă a ganezului mai fac parte și MVP, Mark Henry, Christian și R-Truth iar CM Punk reușește să îl elimine din meci pe Kingston dar Punk este eliminat de R-Truth.

La SmackDown CM Punk începe un scurt feud cu R-Truth unde Punk îl măcelărește la SmackDown și cu scaune, scări și mese.
La TLC CM Punk pierde meciul în fața lui R-Truth ce îl trimite pe Punk prin masă și reușește să îl numere.
La SmackDown CM Punk își unește forțele cu Luke Gallows ce această echipă se numește Straight of Edge ce se înfruntă cu Triple H și CM Punk îl pune pe Luke Gallows să îl țină să îl tundă pe Triple H dar intervine colegul său din D-Generatia X, Shawn Michaels să îl salveze iar Punk și Luke Gallows fug de cei din DX și mai rămâne în ring Serena Deeb ce-a pe care a tuns-o Punk la zero iar ea a acceptat și a intrat în această echipă Straight of Edge Serena mai rămâne în ring cu cei din DX (HHH și HBK) și Shawn încearcă să îi aplice un sweet chin music dar reușește să fugă și ea.

### 2010
La Royal Rumble CM Punk face parte din cei 30 de luptători cel care câștigă se va duce în Main-Eventul de la Wrestlemania pentru a alege orice centură mondială Punk intră în Rumble al treilea luptător care este însoțit de Gallows și Serena și reușește să-i elimine pe Beth Phoenix, Dolph Ziggler, Evan Bourne, Zack Ryder și JTG dar este eliminat de Triple H.
La Elimination Chamber șase oameni fac parte în cușca de oțel pentru a câștiga titlul mondial la categoria grea din care face parte și CM Punk, R-Truth, Rey Mysterio, John Morrisson, Chris Jericho și campionul mondial la categoria grea ,,fenomenul,, The Undertaker iar CM Punk este eliminat de Rey Mysterio din meci iar Chris Jericho reușește să pună mâna pe titlul mondial la categoria grea cu ajutorul lui Shawn Michaels care intervine în meci iar Undertaker mai rămâne în cușcă cu Y2J iar HBK îi aplică lui The Undertaker un sweet chin music și Jericho profită de asta și îl numără și reușește să devină campion mondial la categoria grea. La WrestleMania 26 Punk are un meci cu Rey Mysterio pe care îl pierde.
La Extreme Rules îl învinge pe Mysterio cu ajutorul lui Joey Mercury care posterior i se alătura lui Punk în Straight Edge Society. Feudul într-e cei doi a conclus la Over the Limit într-un meci hair vs. sclavie, dacă Punk pierdea trebuia să se radă în cap, iar dacă câștiga Punk, Mysterio devenea sclavul său. Meciul a fost câștigat de Rey iar Punk a fost ras în cap. După asta, Punk a început să folosească o mască. Punk l-a învins pe Kane la SmackDown calificânduse pentru meciul pentru centura mondială de la Fatal 4-Way 2010. Punk a suferit o accidentare la cotul său, urmând să suspende feudul care urma să îl aibă cu Kane, dar totuși Punk continua să apară la SmackDown însoțind gruparea sa Straight Edge Society. Gruparea începuse un feud cu Big Show, luptând la Summerslam într-un handicap 3 vs. 1, învingând Show. Pe 3 septembrie, Gallows și Punk a-u fost din nou învinși de Show, iar atunci Punk l-a atacat și la expulzat din grup. Din cauza că cu zile în urmă Mercury se accidentase și Serena a fost concediată, gruparea a fost dizolvată.
A avut un ultim meci cu Show la Night of Champions dar a fost din nou învins. Pe 11 octombrie a fost transferat la Raw, învingândul în acea seară pe Evan Bourne și calificânduse pentru Team RAW la WWE Bragging Rights. La eveniment Team SmackDown (Big Show, Rey Mysterio, Jack Swagger, Edge, Alberto del Rio, Tyler Reks & Kofi Kingston) a învins Team RAW (The Miz, Santino Marella, R-Truth, John Morrison, Sheamus, CM Punk & Ezekiel Jackson). Mai târziu, Punk  avea să sufere o accidentare la spate, care la ținut inactiv până la sfârșitul anului. Punk s-a întors pe 20 decembrie la Raw atacândul pe John Cena cu un scaun, ceea ce urma să facă și a doua zi la SmackDown, preluând din nou rolul său de heel. Următoarea ediție, l-a atacat din nou pe Cena devenind nou lider a grupări The Nexus.

### 2011

#### The New Nexus

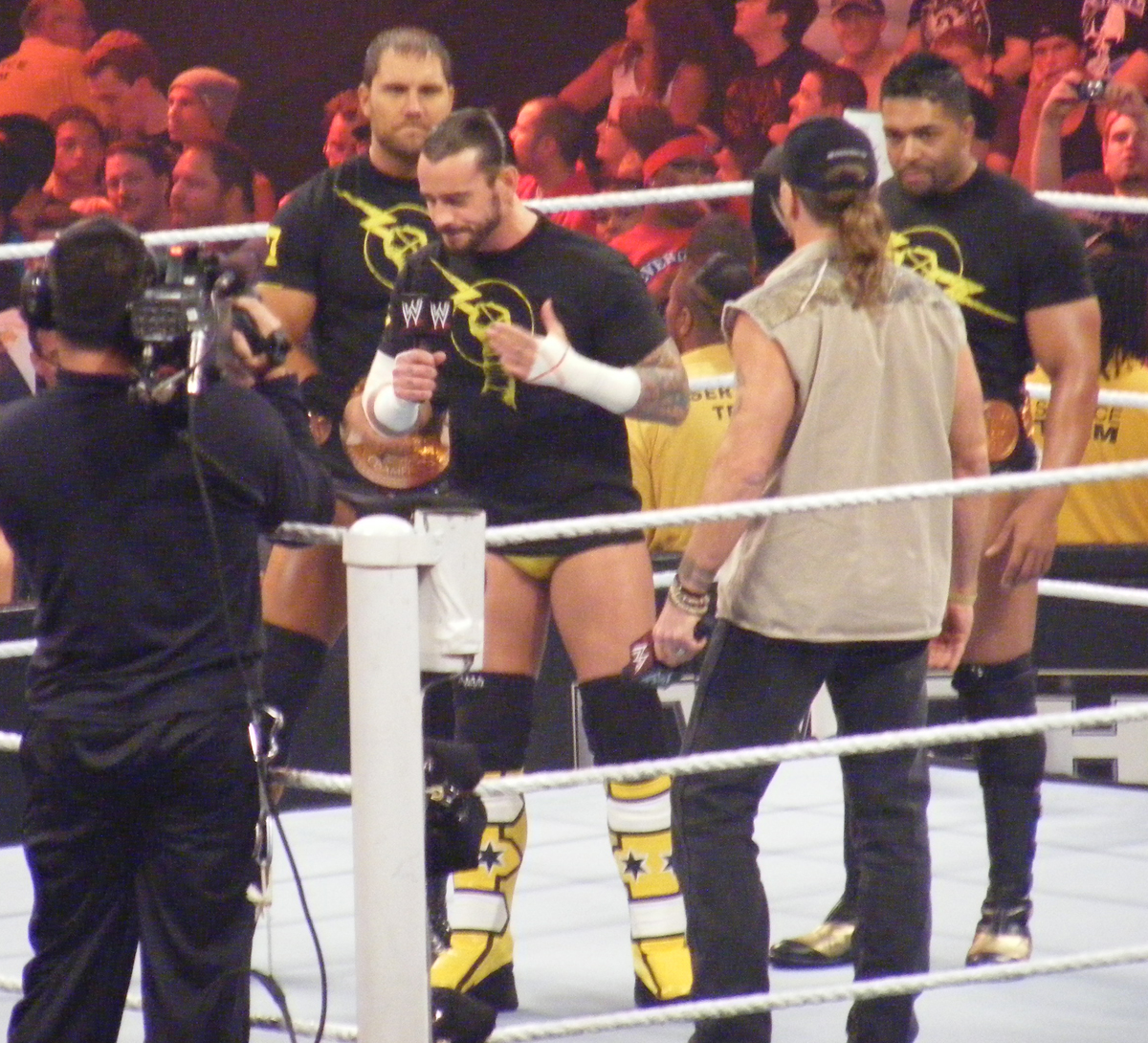
Punk as leader of the New Nexus, leading Otunga and McGillcutty in a confrontation with Shawn Michaels.

Anul 2011 începe bine pentru CM Punk unde devine lider The Nexus și îl dǎ afarǎ pe Wade Barret, Heath Slater și Justin Gabriel, iar omul fǎrǎ vicii CM Punk îi are alǎturi de el în Nexus pe Mason Ryan, Husky Harris, David Otunga, Michael McGillicutty și pe Skip Sheffield care este accidentat.
- CM Punk transformǎ The Nexus în The New Nexus.

#### Best In The World
CM Punk începe un nou feud cu John Cena, dar Cena reușește sǎ câștige la Raw în fața lui Punk.Câștigă un meci în 3 cu Rey Mysterio și Alberto Del Rio în urma căruia câștigă șansa de a se lupta la Money In The Bank cu John Cena pentru centura wwe.Îl ajută pe R-Truth să câștige meciul în fața lui John Cena,după care ține un discurs,popularitatea lui a crescut continuu și la Money in the bank câștigă titlul wwe,după care îi expiră contractul,după o săptămână Cm Punk revine în wwe cu o nouă melodie Living Colour-Cult of personality.Existau 2 campioni wwe Cena și Cm Punk,Triple H a decis ca la Summerslam cei 2 să se lupte din nou pentru a stabili cine este adevăratul campion,Cm Punk câștigă dar este atacat de Kevin Nash iar apoi Alberto Del rio încasează valiza Money in the bank pe Cm Punk.La Suvivor Series câștigă în fața lui Alberto Del rio pentru a doua oară centura wwe.La TLC își apără titlul wwe în fața lui The Miz și Alberto Del rio.În prezent Cm Punk este cel mai iubit wrestler din wwe,după ani buni wwe-ul are o nouă față,Cm Punk.Primește premiul Slammy pentru Pipe Bomb și pentru Superstar of the year.

### 2013
La Royal Rumble,Punk pierde centura WWE în fața lui The Rock.La următorul Raw se bate cu Sheamus,Big Show și Randy Orton pentru meciul de la WrestleMania 29 cu Undertaker.

### Retragere (2014)
Pe 27 ianuarie 2014, CM Punk a părăsit WWE refuzând  să mai participe la spectacolele organizate de companie, câteva luni mai târziu Punk a anunțat că s-a retras oficial în cadrul unui interviu.

### Revenirea în WWE (2023-prezent)
La finalul evenimentului Survivor Series: WarGames din zona metropolitană Chicago, pe 25 noiembrie 2023, Punk a revenit în mod surprinzător la WWE, fiind prima sa apariție în WWE din 2014 (fără a lua în considerare aparițiile sale în emisiunea WWE Backstage de pe FOX din 2019). Potrivit reporterilor prezenți la eveniment, revenirea sa a fost întâmpinată de „unul dintre cele mai zgomotoase pocnete din toate timpurile”. A semnat cu brandul Raw în episodul de Raw din 11 decembrie, unde și-a anunțat participarea în meciul Royal Rumble. Primele meciuri ale lui Punk la revenirea sa în WWE au fost împotriva lui „Dirty” Dominik Mysterio, în timpul turneului WWE Live Holiday, mai întâi pe Madison Square Garden din New York City pe 26 decembrie, apoi pe Kia Forum din Inglewood, California, pe 30 decembrie, ambele meciuri fiind câștigate de Punk.
Pe 27 ianuarie 2024, la Royal Rumble, Punk a participat la primul său meci în WWE televizat din 2014, intrând pe locul 27 în timpul meciului Royal Rumble, în care a fost ultimul om eliminat de către Cody Rhodes. În timpul meciului, Punk și-a rupt tricepsul drept, făcându-l incapabil să concureze la WrestleMania XL, forțând astfel anularea unui meci planificat între Punk și campionul mondial la categoria grea Seth "Freakin" Rollins la eveniment. Accidentarea a fost transformată ulterior într-o rivalitate între Punk și Drew McIntyre, McIntyre ironizându-l încontinuu pe Punk pentru că i-a provocat accidentarea. Punk a ripostat atacându-l pe McIntyre după ce acesta din urmă a câștigat Campionatul Mondial la categoria grea la WrestleMania XL în aprilie, permițându-i lui Damian Priest să-și încaseze valiza Money in the Bank, la Clash at the Castle: Scotland în țara natală a lui McIntyre în iunie, și la Money in the Bank în iulie, când McIntyre a încercat să încaseze valiza după ce reușise să câștige meciul cu scări. Punk și McIntyre au avut apoi o trilogie de meciuri, primul la SummerSlam cu Rollins ca arbitru invitat special, unde Punk a pierdut în fața lui McIntyre, al doilea la Bash în Berlin, unde Punk a câștigat într-un strap match, și al treilea și ultimul meci la Bad Blood, unde Punk l-a învins pe McIntyre într-un meci Hell in a Cell, punând capăt trilogiei lor de aproape zece luni.
După o scurtă pauză, Punk a revenit la finalul episodului de SmackDown din 22 noiembrie, ca al cincilea membru al echipei lui Roman Reigns la Survivor Series: WarGames, alături de Paul Heyman, care a revenit deja. La evenimentul din 30 noiembrie, Punk, Reigns, The Usos și Sami Zayn i-au învins pe The Bloodline (Solo Sikoa, Tama Tonga, Tonga Loa și Jacob Fatu) și Bronson Reed într-un meci WarGames.
La premiera Raw de pe Netflix, pe 6 ianuarie 2025, Punk a avut prima sa luptă la Raw în aproape unsprezece ani, unde l-a învins pe Rollins. La Royal Rumble pe 1 februarie, Punk a intrat pe locul 24 și a ajuns în finală înainte de a fi eliminat de Logan Paul și de a intra într-o altercație cu Reigns și Rollins, pe care îi eliminase pe amândoi. În episodul de Raw din 3 februarie, Punk l-a învins pe Zayn pentru a se califica pentru meciul Elimination Chamber de la evenimentul omonim. La Elimination Chamber: Toronto, a pierdut meciul în fața lui John Cena după ce a fost atacat de un Rollins deja eliminat. În episodul de Raw din 10 martie, Punk a pierdut în fața lui Rollins într-un meci Steel Cage, după ce Reigns, care se întorcea, l-a scos pe acesta din urmă din cușcă și l-a atacat pe Rollins ca răzbunare după cele întâmplate la Royal Rumble, înainte de a-l ataca pe Punk. În episodul de SmackDown din 21 martie, a avut loc o încăierare între toți cei trei bărbați, Punk, Rollins și Reigns arătând spre semnul WrestleMania, ceea ce a dus la un triple threat match între cei trei, oficializat ca evenimentul principal al Nopții 1 de la WrestleMania 41. În episodul de SmackDown din 4 aprilie, Punk a dezvăluit că Paul Heyman (care era managerul lui Reigns) nu va fi în colțul lui Reigns la WrestleMania 41, ci în al său, ca parte a unei favoruri cerute de Punk pentru a face echipă cu Reigns la Survivor Series. În Noaptea 1 de la WrestleMania 41, Rollins i-a învins pe Punk și Reigns în urma unei duble trădări din partea lui Paul Heyman, care s-a aliat cu Rollins și a devenit heel.

## Viața personală
CM Punk este cunoscut ca fiind Straight Edge,el neavând vicii și ducând un mod de viață sănătos fără alcool,tutun sau droguri.De-a lungul timpului în WWE Cm Punk a avut mai multe iubite cum ar fi Maria și Beth Phoenix.Cel mai bun prieten al lui Punk este Colt Cabana,cu care Punk are și titluri la echipe în promoțiile independente,dar Punk este bun prieten și cu Daniel Bryan. În 2014 CM Punk, s-a căsătorit cu April Jeanette Mendez cunoscută sub numele AJ Lee, pe 13, iunie, 2014 într-o ceremonie privată.

## Palmares

### WWE

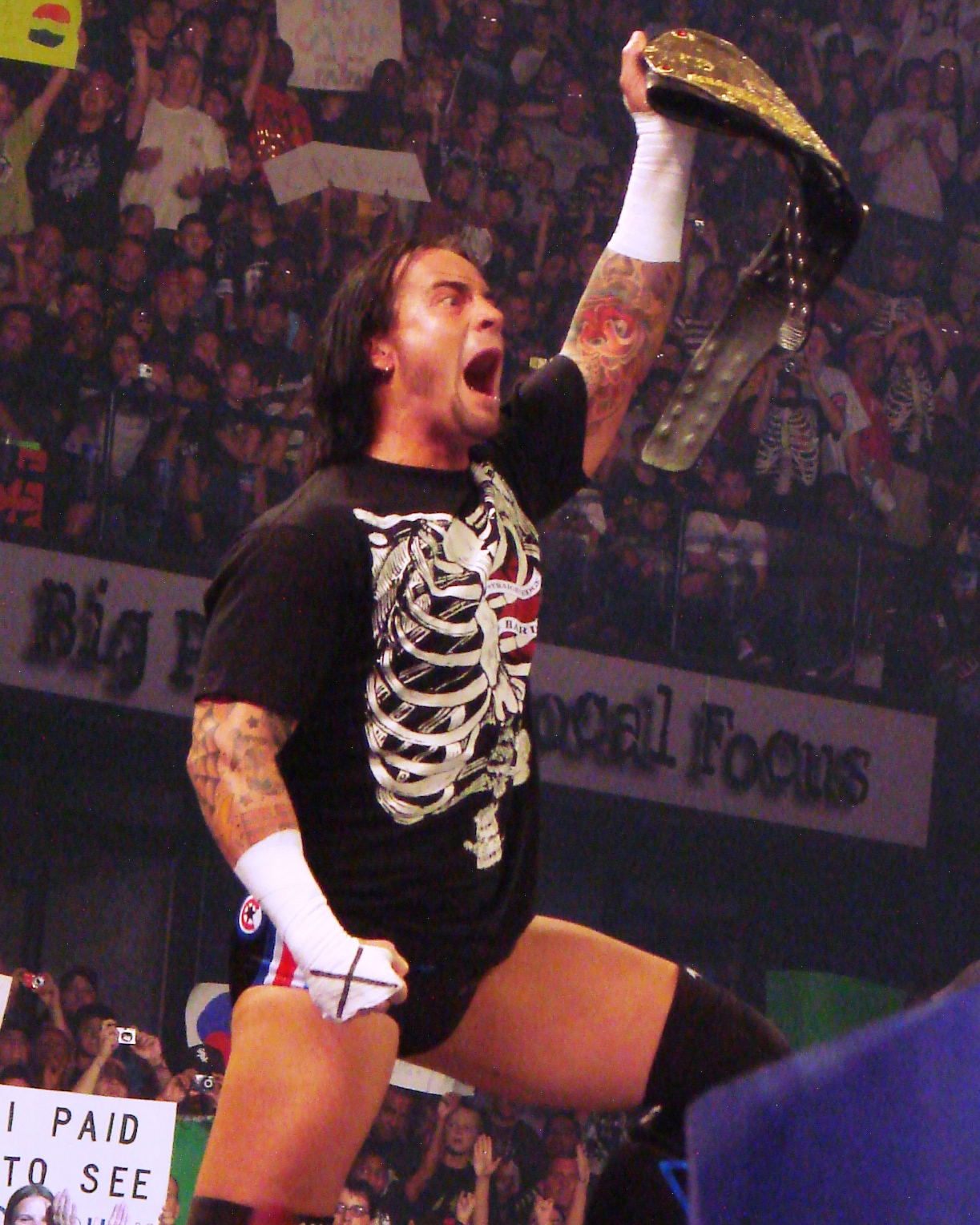
Punk in his first reign as World Heavyweight Champion.

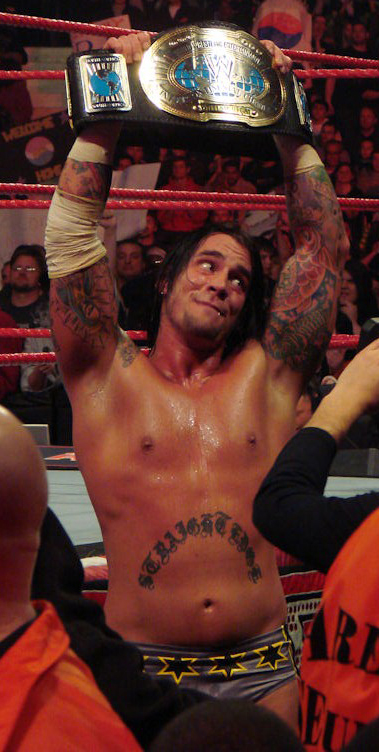
Punk as the WWE Intercontinental Champion.

- Centura mondială la categoria grea (de 3 ori)
- Centura Intercontinentală (o dată)
- Centurile la echipe (o dată,cu Kofi Kingston )
- Centura WWE (de 2 ori)
- Câștigător al valizei Money in the bank (2008,2009)

### Porecle
- The Straight Edge Superstar(Superstarul fără vicii)
- Mr. Money In The Bank(Domnul bani în bancă)
- Best in The World(Cel mai bun din lume)
- The Voice of The Voiceless(Vocea celor fără de voce)

## Manevre de final în Wrestling
- Arm wrench
- Diving crossbody
- Double underhook backbreaker
- Jumping hammerlock twisted into a short–range lariat
- One–handed bulldog
- Rope hung arm trap can opener
- Running high knee to a standing
- Slingshot somersault senton
- Snap scoop powerslam
- Spinning wheel kick
- Springboard clothesline
- Step–up enzuigiri
- Suicide dive
- Tilt–a–whirl backbreaker
- Go to sleep

*G.T.S. (Go to Sleep)
- Koji Clutch
- Anaconda Vise